# Sønderjyllands Symfoniorkester
Sønderjyllands Symfoniorkester er et landsdelsorkester med base i Alsion i Sønderborg.
Orkestrets rødder går tilbage til 1936, hvor organist Haakon Elmer overtog et strygeorkester. I 1941 omdannedes det til "Sønderborg Symfoniske Orkester" og blev i 1946 igen omdannet til den selvejende institution, som blev grundsten til det nuværende symfoniorkester, som blev dannet i 1963. Orkestrets engelske betegnelse er "Danish Philharmonic Orchestra". 
Orkestret består i dag af 65 musikere og har omkring 160 arrangementer om året, som omfatter symfonikoncerter, kirke-, skole-, gymnasie-, familiekoncerter, fælleskoncerter med Schleswig-Holsteinisches Sinfonieorchester, koncerter med lokale amatørkor og Den Jyske Operas forestillinger i landsdelen nord og syd for grænsen.
Alsion rummer en enestående koncertsal, som er designet specifikt til symfonisk musik – orkestret råder dermed over en koncertsal, der af eksperter er blevet kaldt en af europas bedste til klassisk musik.[kilde mangler]
Bestyrelsesformand for orkestret er Simon Faber.

## Dirigenter
Følgende har været/er chefdirigenter: 
- Carl von Garaguly (1965 – 1980)
- Iona Brown (1997 – 2002)
- Niklas Willén (2002 – 2006)
- Vladimir Ziva (2006 – 2010)
- David Porcelijn (2010 – 2013)
- Shao-Chia Lü (en) (2014-17).

## Musikchefer
Følgende personer har været eller 
er orkesterchefer:
- Leif V.S. Balthzersen(1995 – 2000)
- Henrik Wenzel Andreasen (2000 – 2006)
- Claus Skjold Larsen (2006 – 2011)
- Rasmus Adrian (2013 - 2015)
- Nikolaj Andersen (2015 - 2023)
- Adam Stadnicki (2023- nu)